# Mount Burton
Mount Burton ist ein 2740 m hoher Berg aus Grauwacke in der Barker Range der Victory Mountains im ostantarktischen Viktorialand.
Mitglieder der New Zealand Federated Mountain Clubs Antarctic Expedition (1962–1963) benannten ihn nach Albert William Burton (1899–1988), Heizer auf dem Forschungsschiff der Terra-Nova-Expedition (1910–1913) unter der Leitung des britischen Polarforschers Robert Falcon Scott. Der in Neuseeland lebende US-Amerikaner Burton besuchte als Gast der United States Navy in der Saison 1962 bis 1963 gemeinsam mit zwei weiteren Veteranen der Expeditionen den antarktischen Kontinent erneut.